# 1987–88년 ISU 스피드스케이팅 월드컵
1986–87년 ISU 스피드스케이팅 월드컵은 국제 빙상 경기 연맹(ISU) 주관으로 1987년 11월 21일부터 1988년 3월 20일까지 열린 스피드스케이팅 월드컵 대회이다.

## 남자

### 경기
| 날짜                                                         | 장소       | 종목     | 1위                           | 2위                 | 3위               |
| ------------------------------------------------------------ | ---------- | -------- | ----------------------------- | ------------------- | ----------------- |
| 1987년 11월 21일-22일                                        | 헤이렌베인 | 500m(1)  | 배기태                        | 콘스탄틴 하리토노프 | 우베옌스 마이     |
| 1987년 11월 21일-22일                                        | 헤이렌베인 | 500m(2)  | 배기태                        | 콘스탄틴 하리토노프 | 보리스 레프닌     |
| 1987년 11월 21일-22일                                        | 헤이렌베인 | 1000m    | 보리스 레프닌                 | 예지 도미니크       | 배기태            |
| 1987년 11월 21일-22일                                        | 헤이렌베인 | 1500m    | 안드레 호프만                 | 페터 아데베르크     | 롤프 팔크라르센   |
| 1987년 11월 21일-22일                                        | 헤이렌베인 | 5000m    | 게이르 칼스타                 | 롤프 팔크라르센     | 크리스티안 에밍거 |
| 1987년 11월 28일-29일                                        | 뷰트       | 500m(1)  | 댄 잰슨                       | 우베옌스 마이       | 닉 토메츠         |
| 1987년 11월 28일-29일                                        | 뷰트       | 500m(2)  | 우베옌스 마이                 | 댄 잰슨             | 톰 커시먼         |
| 1987년 11월 28일-29일                                        | 뷰트       | 1000m    | 우베옌스 마이                 | 댄 잰슨             | 톰 커시먼         |
| 1987년 11월 28일-29일                                        | 뷰트       | 1500m    | 안드레 호프만                 | 에릭 플레임         | 롤프 팔크라르센   |
| 1987년 11월 28일-29일                                        | 뷰트       | 5000m    | 게이르 칼스타                 | 토마스 구스타프손   | 헤라르트 켐커르스 |
| 1987년 12월 4일-6일                                          | 캘거리     | 500m(1)  | 배기태                        | 미타니 유키히로     | 기 티보           |
| 1987년 12월 4일-6일                                          | 캘거리     | 500m(2)  | 배기태                        | 기 티보             | 우베옌스 마이     |
| 1987년 12월 4일-6일                                          | 캘거리     | 1000m    | 이고리 젤레좁스키             | 닉 토메츠           | 배기태            |
| 1987년 12월 4일-6일                                          | 캘거리     | 1500m    | 이고리 젤레좁스키             | 가에탕 부셰르       | 빅토르 샤셰린     |
| 1987년 12월 4일-6일                                          | 캘거리     | 5000m    | 게이르 칼스타                 | 토마스 구스타프손   | 헤라르트 켐커르스 |
| 1987년 12월 4일-6일                                          | 캘거리     | 10000m   | 게이르 칼스타                 | 헤라르트 켐커르스   | 미하엘 하트시프   |
| 1988년 1월 9일-10일                                          | 인스브루크 | 500m(1)  | 댄 잰슨                       | 닉 토메츠           | 마티 피어스       |
| 1988년 1월 9일-10일                                          | 인스브루크 | 500m(2)  | 얀 이케마                     | 댄 잰슨             | 톰 커시먼         |
| 1988년 1월 9일-10일                                          | 인스브루크 | 1000m    | 우베옌스 마이                 | 댄 잰슨             | 구로이와 아키라   |
| 1988년 1월 9일-10일                                          | 인스브루크 | 1500m    | 니콜라이 굴랴예프             | 에릭 플레임         | 롤프 팔크라르센   |
| 1988년 1월 9일-10일                                          | 인스브루크 | 5000m    | 토마스 구스타프손             | 크리스티안 에밍거   | 요아킴 칼베리     |
| 1987년 1월 16일-17일                                         | 다보스     | 500m(1)  | 우베옌스 마이                 | 세르게이 포키체프   | 이고리 젤레좁스키 |
| 1987년 1월 16일-17일                                         | 다보스     | 500m(2)  | 우베옌스 마이                 | 닉 토메츠           | 댄 잰슨           |
| 1987년 1월 16일-17일                                         | 다보스     | 1000m    | 우베옌스 마이                 | 이고리 젤레좁스키   | 댄 잰슨           |
| 1987년 1월 16일-17일                                         | 다보스     | 1500m    | 미하엘 하트시프               | 안드레 호프만       | 에릭 플레임       |
| 1987년 1월 16일-17일                                         | 다보스     | 5000m    | 토마스 구스타프손 레오 피서르 |                     | 헤라르트 켐커르스 |
| 1988년 1월 23일-24일 1988년 유럽 선수권 대회 헤이그          |            |          |                               |                     |                   |
| 1988년 2월 6일-7일 1988년 세계 스프린트 선수권 대회 퀘벡     |            |          |                               |                     |                   |
| 1988년 2월 13일-28일 1988년 동계 올림픽 캘거리               |            |          |                               |                     |                   |
| 1988년 3월 5일-6일 1988년 세계 올라운드 선수권 대회 알마알타 |            |          |                               |                     |                   |
| 1988년 3월 5일-6일                                           | 사발렌     | 500m(1)  | 댄 잰슨                       | 얀 이케마           | 우베옌스 마이     |
| 1988년 3월 5일-6일                                           | 사발렌     | 500m(2)  | 얀 이케마                     | 댄 잰슨             | 닉 토메츠         |
| 1988년 3월 5일-6일                                           | 사발렌     | 1000m(1) | 얀 이케마                     | 댄 잰슨             | 닉 토메츠         |
| 1988년 3월 5일-6일                                           | 사발렌     | 1000m(2) | 닉 토메츠                     | 댄 잰슨             | 얀 이케마         |
| 1988년 3월 12일-13일                                         | 인첼       | 500m(1)  | 우베옌스 마이                 | 톰 커시먼 댄 잰슨   |                   |
| 1988년 3월 12일-13일                                         | 인첼       | 500m(2)  | 우베옌스 마이                 | 댄 잰슨             | 닉 토메츠         |
| 1988년 3월 12일-13일                                         | 인첼       | 1000m    | 닉 토메츠                     | 댄 잰슨             | 안드레 호프만     |
| 1988년 3월 12일-13일                                         | 인첼       | 1500m    | 장 피셰트                     | 한스 마르크스트룀   | 레오 피서르       |
| 1988년 3월 12일-13일                                         | 인첼       | 5000m    | 레오 피서르                   | 헤라르트 켐커르스   | 토마스 구스타프손 |

### 월드컵 랭킹
| 순위 | 선수              | 포인트 |
| ---- | ----------------- | ------ |
| 1    | 우베옌스 마이     | 225    |
| 2    | 댄 잰슨           | 221    |
| 3    | 닉 토메츠         | 185    |
| 4    | 얀 이케마         | 168    |
| 5    | 예란 요한손       | 137    |
| 6    | 프로데 뢴닝       | 129    |
| 7    | 톰 커시먼         | 126    |
| 8    | 메노 불스마       | 112    |
| 9    | 배기태            | 100    |
| 10   | 한스페터 오버후버 | 82     |

| 순위 | 선수              | 포인트 |
| ---- | ----------------- | ------ |
| 1    | 댄 잰슨           | 124    |
| 2    | 닉 토메츠         | 123    |
| 3    | 얀 이케마         | 100    |
| 4    | 안드레 호프만     | 71     |
| 5    | 한스 망누손       | 70     |
| 6    | 예란 요한손       | 66     |
| 7    | 톰 커시먼         | 65     |
| 8    | 한스 마르크스트룀 | 64     |
| 9    | 프로데 뢴닝       | 60     |
| 10   | 헤이르트 카위퍼르 | 52     |

| 순위 | 선수              | 포인트 |
| ---- | ----------------- | ------ |
| 1    | 안드레 호프만     | 101    |
| 2    | 미하엘 하트시프   | 90     |
| 3    | 롤프 팔크라르센   | 83     |
| 4    | 에릭 플레임       | 68     |
| 5    | 한스 망누손       | 59     |
| 6    | 데이브 실크       | 58     |
| 7    | 요아킴 칼베리     | 55     |
| 8    | 헤인 페르헤이르   | 45     |
| 9    | 니콜라이 굴랴예프 | 43     |
| 10   | 한스외르크 발테스 | 41     |

| 순위 | 팀                | 포인트 |
| ---- | ----------------- | ------ |
| 1    | 토마스 구스타프손 | 114    |
| 2    | 헤라르트 켐커르스 | 102    |
| 3    | 레오 피서르       | 101    |
| 4    | 게이르 칼스타     | 100    |
| 5    | 미하엘 하트시프   | 90     |
| 6    | 롤프 팔크라르센   | 90     |
| 6    | 크리스티안 에밍거 | 76     |
| 8    | 요아킴 칼베리     | 73     |
| 9    | 에릭 플레임       | 52     |
| 10   | 페르티 니튈래     | 50     |

## 여자

### 경기
| 날짜                                                             | 장소       | 종목    | 1위                       | 2위                                 | 3위                       |
| ---------------------------------------------------------------- | ---------- | ------- | ------------------------- | ----------------------------------- | ------------------------- |
| 1987년 11월 21일-22일                                            | 동베를린   | 500m    | 크리스타 로텐부르거       | 카린 카리나엥케                     | 앙겔라 슈탕케             |
| 1987년 11월 21일-22일                                            | 동베를린   | 1000m   | 카린 카리나엥케           | 크리스타 로텐부르거                 | 앙겔라 슈탕케             |
| 1987년 11월 21일-22일                                            | 동베를린   | 1500m   | 카린 카리나엥케           | 콘스탄체 스칸돌로                   | 가비 창게                 |
| 1987년 11월 21일-22일                                            | 동베를린   | 3000m   | 카린 카리나엥케           | 군다 클레만                         | 가비 창게                 |
| 1987년 11월 28일-29일                                            | 뷰트       | 500m    | 보니 블레어               | 크리스타 로텐부르거                 | 카린 카리나엥케           |
| 1987년 11월 28일-29일                                            | 뷰트       | 1000m   | 카린 카리나엥케           | 크리스타 로텐부르거                 | 안드레아 에리히미체를리히 |
| 1987년 11월 28일-29일                                            | 뷰트       | 1500m   | 카린 카리나엥케           | 가비 창게                           | 안드레아 에리히미체를리히 |
| 1987년 11월 28일-29일                                            | 뷰트       | 3000m   | 카린 카리나엥케           | 가비 창게                           | 안드레아 에리히미체를리히 |
| 1987년 12월 4일-6일                                              | 캘거리     | 500m(1) | 보니 블레어               | 크리스타 로텐부르거                 | 카린 카리나엥케           |
| 1987년 12월 4일-6일                                              | 캘거리     | 500m(2) | 크리스타 로텐부르거       | 보니 블레어                         | 카린 카리나엥케           |
| 1987년 12월 4일-6일                                              | 캘거리     | 1000m   | 카린 카리나엥케           | 보니 블레어                         | 크리스타 로텐부르거       |
| 1987년 12월 4일-6일                                              | 캘거리     | 1500m   | 카린 카리나엥케           | 안드레아 에리히미체를리히           | 보니 블레어               |
| 1987년 12월 4일-6일                                              | 캘거리     | 3000m   | 가비 창게                 | 카린 카리나엥케                     | 안드레아 에리히미체를리히 |
| 1987년 12월 4일-6일                                              | 캘거리     | 5000m   | 안드레아 에리히미체를리히 | 가비 창게                           | 마리커 스탐               |
| 1987년 1월 9일-10일                                              | 다보스     | 500m    | 카린 카리나엥케           | 에델 테레세 회이세트                | 안드레아 에리히미체를리히 |
| 1987년 1월 9일-10일                                              | 다보스     | 1000m   | 카린 카리나엥케           | 안드레아 에리히미체를리히           | 보니 블레어               |
| 1987년 1월 9일-10일                                              | 다보스     | 1500m   | 카린 카리나엥케           | 안드레아 에리히미체를리히           | 보니 블레어               |
| 1987년 1월 9일-10일                                              | 다보스     | 3000m   | 안드레아 에리히미체를리히 | 카린 카리나엥케                     | 가비 창게                 |
| 1988년 1월 16일-17일 1988년 유럽 선수권 대회 콩스베르그          |            |         |                           |                                     |                           |
| 1988년 2월 6일-7일 1988년 세계 스프린트 선수권 대회 웨스트앨리스 |            |         |                           |                                     |                           |
| 1988년 2월 13일-28일 1988년 동계 올림픽 캘거리                   |            |         |                           |                                     |                           |
| 1988년 3월 12일-13일 1988년 세계 올라운드 선수권 대회 시엔       |            |         |                           |                                     |                           |
| 1988년 3월 19일-20일                                             | 헤이렌베인 | 500m(1) | 크리스타 로텐부르거       | 보니 블레어                         | 케이티 클래스             |
| 1988년 3월 19일-20일                                             | 헤이렌베인 | 1000m   | 크리스타 로텐부르거       | 보니 블레어                         | 에르비나 리시페렌스       |
| 1988년 3월 19일-20일                                             | 헤이렌베인 | 1500m   | 보니 블레어               | 페트라 몰하위전 에르비나 리시페렌스 |                           |
| 1988년 3월 19일-20일                                             | 헤이렌베인 | 3000m   | 에르비나 리시페렌스       | 페트라 몰하위전                     | 흐리트여 뮐더르           |
| 1988년 3월 19일-20일                                             | 헤이렌베인 | 5000m   | 흐리트여 뮐더르           | 페트라 몰하위전                     | 가비 창게                 |

### 월드컵 랭킹
| 순위 | 선수                      | 포인트 |
| ---- | ------------------------- | ------ |
| 1    | 크리스타 로텐부르거       | 119    |
| 2    | 보니 블레어               | 94     |
| 3    | 카린 카리나엥케           | 87     |
| 4    | 에델 테레세 회이세트      | 76     |
| 5    | 잉리트 하링아             | 74     |
| 6    | 케이티 클래스             | 72     |
| 7    | 앙겔라 슈탕케             | 62     |
| 8    | 크리스티너 아프팅크       | 56     |
| 9    | 안드레아 에리히미체를리히 | 55     |
| 9    | 셸리 리드                 | 55     |

| 순위 | 선수                      | 포인트 |
| ---- | ------------------------- | ------ |
| 1    | 크리스타 로텐부르거       | 89     |
| 2    | 보니 블레어               | 84     |
| 3    | 카린 카리나엥케           | 75     |
| 4    | 안드레아 에리히미체를리히 | 56     |
| 5    | 에델 테레세 회이세트      | 52     |
| 6    | 에르비나 리시페렌스       | 50     |
| 7    | 잉리트 하링아             | 47     |
| 8    | 조피아 토카르치크         | 45     |
| 9    | 케이티 클래스             | 42     |
| 10   | 크리스티너 아프팅크       | 41     |

| 순위 | 선수                      | 포인트 |
| ---- | ------------------------- | ------ |
| 1    | 보니 블레어               | 83     |
| 2    | 카린 카리나엥케           | 75     |
| 3    | 가비 창게                 | 72     |
| 3    | 에르비나 리시페렌스       | 72     |
| 5    | 안드레아 에리히미체를리히 | 64     |
| 6    | 아냐 미슈케               | 53     |
| 7    | 에메세 네메트후니아디     | 49     |
| 8    | 페트라 몰하위전           | 41     |
| 8    | 잉리트 파울               | 41     |
| 10   | 콘스탄체 스칸돌로         | 37     |

| 순위 | 팀                        | 포인트 |
| ---- | ------------------------- | ------ |
| 1    | 가비 창게                 | 109    |
| 2    | 잉리트 파울               | 100    |
| 3    | 카린 카리나엥케           | 94     |
| 4    | 안드레아 에리히미체를리히 | 90     |
| 5    | 아냐 미슈케               | 80     |
| 6    | 에르비나 리시페렌스       | 79     |
| 7    | 야스민 크론               | 76     |
| 8    | 엘레나 벨치               | 72     |
| 9    | 흐리트여 뮐더르           | 69     |
| 10   | 페트라 몰하위전           | 67     |